# Royal Opera House
La Royal Opera House (ROH) est un opéra et un rendez-vous d'art à Londres. Il est désigné également parfois sous le nom de Covent Garden, du nom du quartier de Covent Garden où il est situé. Le bâtiment sert de résidence au Royal Opera, au Royal Ballet et à l'orchestre du Royal Opera House. Il a récemment changé d'appellation pour se nommer Royal Ballet and Opera.
L'édifice actuel est le troisième théâtre sur cet emplacement. Le premier étant inauguré le 7 décembre 1732. La façade, le foyer et la salle datent de 1858, mais presque tous les autres éléments du complexe actuel datent de la reconstruction faite dans les années 1990. Il peut contenir 2 268 personnes et se compose de quatre rangées des loges et de balcons et de la galerie de l'amphithéâtre. L'avant-scène mesure 12 m de large et 14 m de haut.
La salle principale est classée au niveau Grade I.

## Personnalités liées au Covent Garden
- Frederick Gye, directeur de 1848 à 1878, pendant l'âge d'or de l'opéra anglais.
- Emma Romer (1814–1868), soprano emblématique du XIXe siècle, qui y fit ses débuts et une grande partie de sa carrière.
- Emma Albani (1847-1930), soprano célèbre canadienne qui s'y produira pendant 20 ans.
- Alice Nielsen (1872-1943), soprano américaine célèbre, invitée à Covent Garden pour une saison de six semaines, puis interprète dans plusieurs opéras de Mozart en 1905.

## Culture populaire

### Cinéma
Plusieurs films ont été tournés au Royal Opera House :
- Les Chaussons rouges (The Red Shoes) (Michael Powell et Emeric Pressburger, 1948)
- Sentimentalement vôtre (Follow Me!) (Carol Reed, 1972)
- Le Cinquième Élément (Luc Besson, 1997)
- Billy Elliot (Stephen Daldry, 2000)

### Jeux vidéo
Le Royal Opera House est le théâtre d'une mission dans le jeu vidéo Assassin's Creed III (2012).

## Distinctions
- International Opera Award dans la catégorie « orchestre » (2019)[4].